# Grimoald al III-lea de Benevento

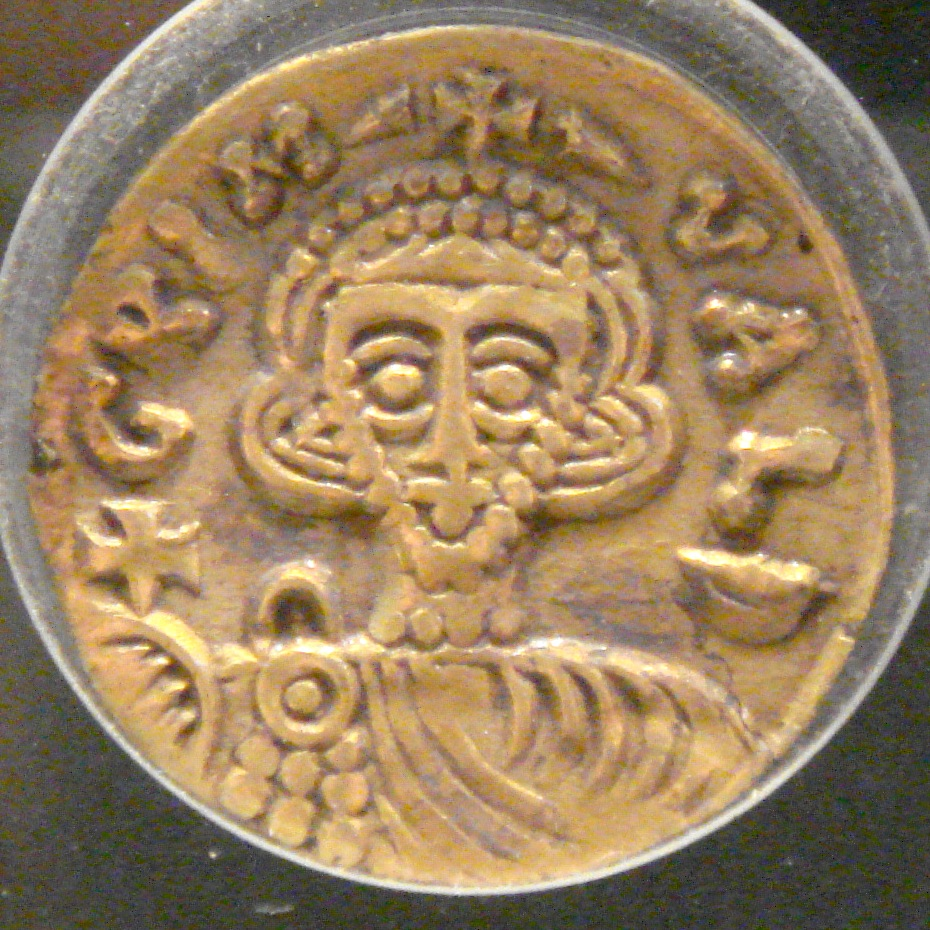
Un tremissis de aur din timpul domniei lui Grimoald, actualmente în Monetăria din Paris

Grimoald al III-lea (d. 806) a fost duce longobard de Benevento de la 788 până la moarte.
Grimoald a fost cel de al doilea fiu al ducelui Arechis al II-lea cu Adelperga, fiică a ultimului rege longobard, Desiderius. În 787, împreună cu fratele său mai mare, Romuald au fost trimiși ca ostatici la regele francilor Carol cel Mare, care pătrunsese în Italia până la Salerno, pentru a obține supunerea ducatului de Benevento. În schimbul păcii, ducele Arechis a recunoscut suzeranitatea lui Carol și l-a oferit pe Grimoald ca ostatic.
Atunci când, în 788, atât tatăl cât și fratele său au murit, lui Grimoald i s-a permis de către Carol să revină în Italia. Ca și tatăl său, a recunoscut stăpânirea francă, însă i s-a permis independența de facto în schimbul promisiunii de a apăra Italia de o eventuală invazie a bizantinilor. În 788, el a făcut față atacului bizantin comandat de către Adalgis, fiul lui Desiderius. O armată de franci sub conducerea lui Winiges și a ducelui Hildeprand de Spoleto, i s-a alăturat lui Grimoald și l-a înfrânt pe Adalgis în regiunea costieră imediat după debarcarea acestuia.
Mai târziu, Grimoald a încercat să se desprindă de sub suzeranitatea francă, însă fiii lui Carol cel Mare, Pepin și Carol "cel Tânăr", l-au obligat să se supună în 792.